# Cosme Gómez Tejada de los Reyes
Cosme Gómez de Tejada y de los Reyes (Toledo, 26 de septiembre de 1593-Talavera de la Reina, Toledo, 2 de diciembre de 1648) fue un escritor español.

## Biografía
Nació en Toledo del segundo matrimonio que contrajo el médico Juan Gómez de los Reyes con una tal Susana de Villafranca; sobre ambos parece existir cierta sospecha de raigambre judeoconversa. Pronto se trasladó con su padre a Talavera de la Reina, localidad de la que su hermanastro o hermano por parte de padre Francisco, quien le quiso mucho, fue regidor perpetuo y teniente de corregidor. Aún tuvo otro hermanastro, José de Úbeda, del que conocemos menos, y es posible que tuviera otros hermanos, quizá un licenciado en medicina de la época que se llamaba Juan Gómez de Texada.  
Fue colegial en Oropesa, donde estudió con el jesuita Marcelo de Aponte y estudió Teología en Alcalá de Henares y Salamanca, licenciándose en 1613. Ya por entonces escribía: los primeros versos de que hay constancia fueran suyos son los de un certamen poético celebrado en Toledo en 1610 con motivo de la beatificación de San Ignacio de Loyola, y están firmados con el pseudónimo de "El bachiller Constancio". Ingresó en la orden del Císter descalzo y trabajó con el maestro Baltasar de Céspedes ocupando diversos cargos en la jerarquía eclesiástica de Talavera de la Reina: Beneficiado de la iglesia parroquial de Santa Leocadia y Capellán mayor no solo de las religiosas Bernardas descalzas, sino del patronazgo de San Ildefonso; pasó grandes temporadas en Toledo, una de ellas en 1616, cuando consta que participó con varias composiciones en una justa poética luego recopilada por Pedro de Herrera en la obra Descripción de la capilla de N[uestr]a S[eñor]a del Sagrario... (1617). En 1619 vendió su comedia La bella mexicana a un empresario teatral de Madrid. Hacia 1627 es ya capellán de las Bernardas, lo cual significa que se ordenó probablemente entre 1616 y 1627 para ejercer un cargo que ostentaría ya establecido en una plazuela de la calle Mesones de Talavera cercana a la casa de su hermano Francisco hasta su muerte.
Pasé de Alcalá a Salamanca los últimos años de mis estudios de teología, por comunicar los varones insignes desta universidad. Aquí pasé algunos días de vacaciones y horas de recreación, como lo era para mi entretenerme en estudios de letras humanas, a las que siempre he sido aficionado. Escribí quince o diez y seis apólogos, y comunicándolos con algunos amigos, en particular con el maestro Céspedes, que lo fue mío, y le alcancé en su última edad, varón muy docto, como se sabe, en humana erudición, aprobó mi asunto, censurándole útil para conseguir, no sin deleite, lo honesto. Dejé la universidad; y pasados muchos años en otros estudios y ocupaciones, acaso revolviendo papeles, encontré los apólogos casi olvidados, que antiguamente escribí. Acordéme de la censura de mi maestro; leílos; el amor de padre me obligó a mirarlos como hijos. Amor, aunque natural, es ciego; ya lo veo. Corregílos, doctrinélos según mi genio y profesión, vistiéndolos al uso, pero honestamente. Crecílos, y dilos a la prensa. Defectos tienen, parte que conozco, parte ocultos, de que me acusa mi desconfianza, y algunos de la impresión, a que no pude asistir ("Prólogo" a León prodigioso).
Asistió como poeta y como juez al Certamen poético de Minerva que celebró la parroquia de San Pedro en Talavera en 1631. En 1635 publicó su novela León prodigioso y murió en 1648; en 1650 su hermano le publicó póstumo El filósofo, donde se muestra aristotélico examinando diversos pasajes del Estagirita con referencias de Clavio, Sacrobosco y Tomás de Aquino; también después de su muerte se imprimió la segunda parte de su León prodigioso. Quedó inédita su Historia de Talavera y varios autos sacramentales que se imprimieron en 1649 en un tomo titulado Nochebuena. Autos al Nacimiento, acompañados de diversas loas: Adivina quién te dio, Inocencia y malicia, El soldado, El triunfo de la virtud y El niño perdido; este último se conserva autógrafo en un manuscrito de 1619 de la Biblioteca Nacional de Madrid; en esta copia se advierte que puede ser la tercera jornada de una comedia titulada La vida de Cristo. Él mismo indicó que escribió algunas comedias, que se han perdido o andan mal atribuidas.
Compuso sobre todo novelas bizantinas llenas de apólogos moralizantes. La más famosa fue su León prodigioso (1634), narración satírico-moral y alegórica que se divide en cincuenta y cuatro apólogos y va interpolada de excelentes versos, entre ellos traducciones e imitaciones de los clásicos latinos, y se termina con un poemita titulado "La nada". esta obra conoció cuatro reimpresiones posteriores (Madrid, 1636; Valencia, 1665; Madrid, 1670; Sevilla, 1732). Tuvo una segunda parte que en realidad no lo es, salvo por el uso del procedimiento alegórico, Entendimiento y verdad (Alcalá de Henares, 1673). Se trata de una novela protagonizada por personajes alegóricos, y con sus aventuras y discursos forman una pintura grave y sombría de la vida humana y del mundo desde la creación hasta el juicio final, por lo que sin duda tuvo menor éxito. Esta obra fue publicada por su hermano, gran lector suyo, así como una colección de sus loas, villancicos y autos sacramentales, impresa con el título de Noche buena en Madrid, año 1661, muerto ya el autor. Las piezas dramáticas son El triunfo de la virtud, El soldado, Adivina quien te dio, Inocencia y malicia y El soldado vencedor. El filósofo (1650) es una obra científica escrita primeramente en latín que consiste en realidad en un epítome comentado de Aristóteles, Sacro Bosco, Clavio, Santo Tomás, etc. Demuestra la obra el talento y la erudición de Tejada; en cuanto a ideas y nociones científicas, la época y las fuentes dicen lo que puede ser.
Redactó también, por encargo del consistorio municipal, una interesante Historia de Talavera que quedó incompleta y manuscrita en la Biblioteca Nacional de Madrid, quizá la misma copia que se hallaba en la biblioteca arzobispal de Toledo y fue utilizada por Pedro Policarpo García de Voces para la suya, impresa en 1768 con el título Historia de la villa de Talavera. En el tomo IV del dieciochesco Parnaso Español (1776) de Juan José López de Sedano están publicadas sus traducciones de Horacio y de Ausonio. Se ha perdido, por otra parte, un tratado al que alude en su León prodigioso sobre cuestiones gramaticales y de crítica literaria que andaría sumamente esmaltado de citas de Aristóteles y Quintiliano. 
Es notable el casticismo de estilo y la claridad con que se expresó Cosme Gómez; en efecto, fue un decidido adversario del culteranismo, al que criticó en su primera producción con gracia y agudeza. Rechaza la afectación de cultura, el alarde de erudición, el estilo altisonante: que halaga solamente el oído, la oscuridad. A ello contrapone la "perfecta coherencia y armonía entre el asunto, el pensamiento y la expresión verbal". Y aunque 
opina que la lengua poética se caracteriza por una serie de recursos que la distancian de otros tipos de lenguaje, es el abuso de esos recursos lo que la hace oscura y detestable.
También hay que resaltar su faceta de folklorista: recoge en La Nochebuena, por ejemplo, una infinidad de cancioncillas tradicionales (villancicos, sobre todo), algunos juegos como el "adivina quién te dio", que da título a un auto, o el del "Santo Mocarro", adivinanzas, e incluso el habla popular entre los pastores. Igualmente su Historia de Talavera es un arsenal de conocimiento folclórico, especialmente sobre la fiesta tradicional más importante de Talavera, la Fiesta de las Mondas.

## Obras
- Dos discursos del mundo al revés y claro desengaño de su vanidad y locura, embustes y mentiras en que vive y pasa. Pensados en diferente traza por el Licenciado... puestos y trabajados en verso heroico por un Doctor incógnito, su amigo, en el 4 de julio, año presente 1645, manuscrito. Ambos discursos están incluidos en otro manuscrito, Lúcidos intervalos de poética vanidad con dessengañyos de un viejo regonocido. Año 1644, ff. 1-27, y parecen haber sido reelaboraciones de material de Tejada por otro autor llamado Melchor Febrer.
- Décimas que escribió contra el amor impuro, manuscrito.
- León prodigioso; apología moral, entretenida y provechosa a las buenas costumbres, trato virtuoso y política. Madrid: Francisco Martínez, 1636; Madrid, 1663; Valencia: por Francisco Ciprés, 1665; Madrid: Bernardo de Villadiego, 1670; Alcalá de Henares, 1675; Madrid: Francisco Martínez, 1676 y Sevilla: José Antonio de Hermosilla, 1732.
- Segunda parte del León prodigioso. Entendimiento y Verdad, amantes filosóficos, para exemplo de lo que se debe amar, y de lo que se debe aborrecer, assí en la vida privada como en la pública, dado a la estampa por Francisco Gómez de Texada, hermano del autor, y lo dedica al Emmo. Sr. D. Pascual de Aragón, Arzobispo de Toledo, Alcalá de Henares: Francisco García Fernández, 1673, y Sevilla: José Antonio de Hermosilla, 1732.
- El Filósofo: Ocupación de nobles, y discretos contra la cortesana ociosidad. Sobre los libros del cielo y mundo, meteoros, parvos naturales, ethica, política de aristóteles y Esfera de Sacro Bosco. Epítome claro y curioso. Trátanse estas materias con rigor escolástico y divídense en dos libros, Filósofo natural y Filósofo moral, Madrid, Domingo García y Morrás, 1650; 4.º
- Noche buena. Autos al Nacimiento del hijo de Dios, con sus loas, villancicos, bayles y saynetes para cantar al propósito. Por el licenciado Cosme Gómez Texada de los Reyes... A don Iuan Phelipe de Cárdenas, Córdoua y Verrio, caballero de la orden de Calatraua, vecino y regidor de Talauera de la Reyna. Dados a la estampa por don Francisco Gómez Texada de los Reyes, hermano del autor... Con privilegio. -En Madrid, por Pablo de Val. Año de 1661[5]
- Historia de Talavera, antigua Elbora de los Carpetanos: escribióla en borrador el licenciado Cosme Gómez Tejada de los Reyes, sacóla en limpio fray Alonso de Aljofrin, profeso del monasterio de Santa Catalina, Orden de San Gerónimo. Manuscrito, en folio, de letra del padre Ajofrin, en la Biblioteca Nacional, códice Y-184; y dos copias, G-112 y T-7.
- La bella mexicana y amar contra fortuna, comedia vendida por el autor al empresario Fernán Sánchez de Vargas en enero de 1619.
- Relación de las inundaciones del año 1627, perdida.